# Methuenvertrag
Der Methuenvertrag war ein Abkommen, das am 27. Dezember 1703 zwischen England und Portugal in Lissabon geschlossen wurde. 

## Inhalt
Der Vertrag legte fest, dass England ohne Hindernisse und zu Vorzugszöllen Textilien nach Portugal und in die portugiesischen Kolonien exportieren durfte, während Portugal ebenso ungehindert seine Produkte nach England ausführen konnte, insbesondere Portwein und Wein. Zudem band der Vertrag England und Portugal außen- und verteidigungspolitisch aneinander.
Der Name geht auf den englischen Politiker John Methuen zurück, der als außerordentlicher Botschafter in Portugal dieses Abkommen aushandelte.

## Vorgeschichte
Das kleine, erst 1668 wieder endgültig von Spanien unabhängig gewordene Portugal mit seinem ausgedehnten Kolonialreich konnte seine Interessen gegenüber den erstarkten europäischen Mächten nicht mehr verteidigen. Die Niederlande bedrohten die portugiesischen Besitzungen in Brasilien (v. a. Recife), Angola (v. a. Luanda) und rund um den Indischen Ozean, und Frankreich und England waren zu den wirtschaftlichen und politischen Großmächten Europas aufgestiegen. Zudem befürchtete Portugal nach dem Pyrenäenfrieden zwischen Frankreich und Spanien 1659 einen Großangriff und die Eroberung durch seinen großen Nachbarn. Zur Wahrung seiner Interessen musste es sich daher zum Bündnis mit einer der zwei Großmächte entschließen.
Portugals Schiffbau lag nach den langen Zeiten von spanischer Fremdherrschaft und Restaurationskrieg am Boden und damit auch der Fischfang und der Export von Trockenfisch. Der Getreideanbau reichte nicht für den Bedarf der Bevölkerung, und neben Wein, Früchten, Rohwolle und -seide war nur noch Salz als nennenswertes Exportgut geblieben. Textilien und Fertigwaren mussten überwiegend eingeführt werden, vornehmlich aus England, und die enormen Dimensionen der späteren Goldzuflüsse aus Brasilien waren noch nicht abzusehen. Durch diese stark defizitäre Außenwirtschaft geriet Portugal immer stärker in englische Abhängigkeit, und englische Händler hatten sich in bedeutender Zahl in Lissabon, Madeira und Porto niedergelassen, wo sie zunehmend Einfluss gewannen.
Mit dem Vertrag von 1703 banden sich Portugal und England dann auch außen- und verteidigungspolitisch aneinander und öffneten zugleich ihre Märkte gegenseitig, verbunden mit Vorzugszöllen.
Militärisch waren Portugal und England zuvor schon mehrmals Verbündete, etwa durch den Vertrag von Windsor, mit dem Portugal seine soeben mühsam behauptete Unabhängigkeit 1386 weiter absicherte.

## Auswirkungen
Der Vertrag von Methuen 1703 stellte sich besonders für England als vorteilhaft heraus, denn es erwarb dadurch einen gesicherten Markt für seine Produkte während des Beginns der industriellen Revolution und machte Portugal in der Folge wirtschaftlich weiter von sich abhängig. Dazu bekam es den Wein zu Zollgebühren, die um ein Drittel unter den Zöllen lagen, die etwa Frankreich zu zahlen hatte, das Stoffe wie Seide und Luxusartikel nach Portugal exportierte. Der nach Vertragsabschluss zunehmende Weinexport war Ursache für einen Boom der Portweinproduktion im Norden Portugals und trug 1756 maßgeblich zur Einrichtung der ersten demarkierten Weinbauregion der Welt bei, dem Alto Douro.
Portugal erhielt seinerseits einen sicheren Absatzmarkt für seine Exporte, verlor jedoch Anreize zur Modernisierung seiner Wirtschaft. Für das kleine Land war der Vertrag insofern verhängnisvoll, als dass seine Textilwirtschaft zerstört wurde und somit in Portugal die industrielle Revolution viel später und in geringerem Ausmaß stattfand. Portugal sicherte sich mit dem Vertrag jedoch weiterhin die Unterstützung seines Verbündeten zur Verteidigung seiner bedrohten Unabhängigkeit gegenüber den steten spanischen Bedrohungen. Durch den Vertrag stellte Portugal sich auf die Seite der Gegner Frankreichs und Spaniens und sicherte sich so die gewünschten Grenzen in Europa und Amerika. Und bereits im Spanischen Erbfolgekrieg bewährte sich der Methuenvertrag, und Portugal konnte sich mit der Hilfe seines Verbündeten der spanischen Invasionen erwehren, wenn auch unter großen Zerstörungen insbesondere im Alentejo. Im Friedensvertrag von Utrecht 1713 gaben sich Portugal und Spanien die eroberten Festungen gegenseitig zurück, jedoch behielt Portugal in Brasilien einige Vorteile.